# كلوستريديوم نظير الحاطم
كلوستريديوم بارابيفرينجينز أو كلوستريديوم نظير الحاطم  (نسبة إلى التشابه مع الكلوستريديوم بيرفرينجينز أو الكلوستريديوم الحاطم) هو نوع من البكتيريا من فصيلة كلوستريدياسيا.